# Cerkev sv. Jakoba, Lübeck
Cerkev svetega Jakoba je ena izmed petih protestantskih luteranskih župnijskih cerkva v starem mestu Lübeck v Nemčiji.
Posvečena je bila leta 1334 kot cerkev mornarjev in ribičev, ki ima še vedno vlogo čuvaja nasprotni Schiffergesellschaft. Njen zavetnik je sveti Jakob Starejši. Cerkev, bolnica Svetega duha in sosednja Gertrudenherberge so postaje na kraku severno-nemške poti svetega Jakoba. Od septembra 2007 je severni stolp cerkve kot kapela ladje Pamir narodni spomenik za civilno pomorstvo.

## Zgodovina gradnje
Jakobova cerkev je triladijska dvoranska cerkev, zgrajena iz opeke. Sedanja stavba na Kobergu je bila zgrajena okoli leta 1300 in je nadomestila z velikem požaru leta 1276 uničeno romansko dvoransko cerkev na isti lokaciji, ki je bila končana okoli 1227. Verjamejo, da sta obokan friz cerkvenega stolpa in deli zidu stranske ladje sestavine te prejšnje stavbe. Od gotske konstrukcije leta 1300 ima cerkev tri ladje s petimi obočnimi polami, od katerih je vzhodna del kora. Stene glavne ladje so od obeh stranskih za pet metrov višje. Stolp cerkve razkriva nekaj podobnega, kot je svetega Petra z nekaj razlikami glede na čas gradnje. Najprej načrtovana z enim stolpom in tako tudi začeta gradnja, sta bili severna in južna stranska kapela tako izstopajoči, da so načrt prilagodili z dvojnim stolpom. Tudi načrt dvoranske cerkve v 13. stoletju do zgrajene bazilike se vidi iz še vedno obstoječih funkcij temeljev, ko se je izvajanje že začelo, ampak opustilo. Glavna stavba sedanje strukture zgradbe temelji na virih iz gotskega oltarja. Nova oltarna miza iz leta 1287 je bila darilo vikarja. Ta oltar je bil nato nameščen leta 1312. Nov oltar s korom je leta 1334 posvetil škof Henrik II. Bochholt. Iz te oltarne mize je iz leta 1435 kot oltarni nastavek ohranjena najstarejša oltarna slika, prispevek mojstra Jakobovega oltarja. Zdaj je v srednjeveški zbirki državnega muzeja Schwerin v gradu Güstrow.
Stolp cerkve je bil zgrajen nad grebenom glavne ladje, na začetku le dve nadstropji. Zgoraj je bil označene zatrep, kot pri Marienkirche. Nad njim je bila osmerokotna piramida stolpne strehe. Stolp je verjetno eden izmed bolj problematičnih v Lübecku. Mojster Detmar poroča v svoji kroniki, da je leta 1375 nevihta odtrgala četrtino stolpne strehe in odložena na dvorišču bolnišnice Svetega duha. Leta 1628 je stolpa do zvonov znižali in obnovili zid in leta 1636 postavili preprosto leseno streho. Konica je bila podaljšana do leta 1657/58 in šele tak daje  izgled tipičen za cerkve s štirimi kroglami na vogalih stolpa. O obnovi in vsem, kar je bilo vključeno, je poročal mojster Arnold Möller, da je preživel celo požar. V zvonik je že večkrat, nazadnje leta 1901, udarila strela in ga leta 1901 zažgala za približno en dan.
Med dodanimi kapelami je Brömbsejeva verjetno najbolj znana zaradi Brömbsejevega oltarja na južni strani. Bil je darilo kanonika Detmarja Schulopa leta 1338 in prešel leta 1488 županu Lübecka, Heinrichu Brömseju. Ostal je do leta 1826 v lasti njegove družine. Leta 1877 ga je z oporoko vrnila cerkvi. Sosednja kapela Vellin ali Warendorp posvečena svetniku Aldermanu Gotthardtu Vellinu († 1350), je s smrtjo dobila njegova vdova v družini Warendorp, ki jo je imela vse do 18. stoletja. Na severni strani nasproti Brömbsejeve kapele je Hoghehus- ali Haleholtscho kapela, ki jo je podaril Konrad Hogehus († 1351). Drugi dve na zahodu severne strani sta iz leta 1392. Zakristija cerkve na jugovzhodu je podaljšek iz začetka 15. stoletja. Školjčni motiv lesenega opaž iz leta 1667 opozarja na simbol Jacobovih romarjev. Kapela stolpa pod osrednjim stolpom je bila v lasti cehovske pivovarne. Kapela severno od stolpa je dobila ime po županu Lübecka Hinrichu Witteju kot Wittenova kapela, pozneje imenovana zaradi opreme, shranjene tam, pogrebnikova kapelo. Ta kapela danes spominja na potopitev ladje Pamir. Pod kapelo je od leta 2007 kolumbarij kot pogrebna kapela.
Južna kapela je bila Marijina kapela.
Strešni jezdec je bil zgrajen po kroniki Reimarja Kocka leta 1496. Zaradi nevihte je bil poškodovan, vendar pa je bil sredi 16. stoletja ponovno zgrajen, po tej kroniki leta 1552. Sedanji jezdec je baročno delo iz let 1622–28.
Pomembne srednjeveške freske so se znova odkrili ob prenovi konec 19. stoletja.
Sveti Jakob je ostal nepoškodovan kot ena izmed redkih cerkev v Lübecku med bombnim napadom v noči na Cvetno nedeljo 1942. Zato ima zadnje dvoje zgodovinske orgle. Galerijo pod velikimi orglami so leta 1932 razširili, da bi povečali pevski kor in  prostor za majhen orkester.
Ob cerkvi, proti Kobergu, so gospodarska poslopja v slogu nizozemske opečne renesanse.

## Oprema
Cerkev ima bogato notranjost.

### Prižnica in visoki oltar
Prižnica je iz leta 1698. Ostanki prejšnje prižnice iz leta 1577 so od leta 1735 v Tomaževi cerkvi v Tribseesu.
Veliki oltar, ki ga vidimo danes, je leta 1717 izdelal Hieronymus Hassenberg. Je darilo župana Hermana Roddea, katerega doprsni kip je na oltarju.
Poznogotski retabel iz leta 1435, je triptih z dvojnim parom kril, in se pripisuje mojstru Jakobovega oltarja in je zdaj v srednjeveškem delu muzeja Staatliches Schwerin v gradu Güstrow.
Bronast krstilnik iz leta 1466 je vliv Klaus Grude.

### Broemsejev oltar
Broemsejev oltar je podaril župan Heinrich Brömse okoli leta 1490 do 1500. Relief v srednjem delu je bil več let pripisan delavnici vestfalskega kiparja Everta van Rodena. Umetniško delo je med najpomembnejšimi v Lübecku. Predstavitev družine Brömse na oltarnih krilih je nastala nekoliko kasneje leta 1515

### Spomenik mornarjem
V cerkvi je v severni stolpni kapeli spomenik mornarjem iz Lübecka, ostalim na morju.
Tu je tudi razbit rešilni čoln potopljenega štirijambornika Pamir iz leta 1957, v katerem je umrlo 80 od 86 članov posadke. 21. septembra 2007 je bil spomenik razglašen kot narodni civilni pomorski spomin po volji župnijske, pokrajinske in zvezne vlade.
Pod kapelo je kolumbarij.

### Orgle
Velike orgle na zahodni steni so bile prvotno gotsko delo, vendar so bile večkrat razširjene in obnovljene v baročne. Majhne orgle (Stellwagenorgel, severne orgle) tudi izvirajo iz srednjeveških (1467), vendar jih je Friedrich Stellwagen leta 1636/1637 obnovil in razširil. Danes so med najpomembnejšimi v Evropi.
- Orgle na zahodni steni
- Stellwagen-orgle
- Richborn-Positiv

### Stolpna ura in zvonovi
Stolpna ura je posebna, saj z enim kazalcem prikazuje samo ure. V zvoniku visi dragocen ansambel s štirimi zvonovi.

## Križev pot
Na severni strani ladje je reliefna ploščica, ki označuje prvo postajo najstarejšega ohranjenega križevega pota v Nemčiji. Ta križev pot vodi od tu najprej skozi ulico Breite Straße do stavbe kanclerja in nazaj skozi Große Burgstraße, Burgtor in čez Burgfeld do končne točke na Jerusalembergu v predmestju St. Gertrud.
- Začetek križevega pota na zunanji steni cerkve
- Detajl postaje